# Stanley Hummel
Stanley Hummel (* 1908; † 2005) war ein US-amerikanischer Pianist und Musikpädagoge.

## Leben
Hummel hatte den ersten Klavierunterricht bei seiner Mutter, die mit ihrem Mann Anfang der 1900er Jahre in Albany das Hummel Music Studio gegründet hatte. Er studierte an der Juilliard School bei Josef und Rosina Lhevinne und debütierte siebzehnjährig in New York als Pianist. 1928 gab er ein Recital in der Carnegie Hall. Neben Auftritten in New York unternahm er mehrere Tourneen durch Europa, Schwerpunkt seiner Aktivitäten war jedoch seine Lehrtätigkeit in der Region von Albany. In den 1950er Jahren spielte er elf LPs beim Label ERSTA ein. Als herausragend gilt seine Aufnahme von Michail Glinkas Lied Die Lerche in der Bearbeitung für Klavier solo von Mili Balakirew. 1976 gab er im Saratoga Performing Arts Center ein Konzert mit dem Philadelphia Orchestra unter Leitung von Arthur Fiedler. Hummels älterer Bruder war der Geiger und Musikpädagoge Earle Hummel.